# Phymocythere
Phymocythere är ett släkte av kräftdjur. Phymocythere ingår i familjen Entocytheridae.
Kladogram enligt Catalogue of Life:
| Phymocythere | \| \| Phymocythere lophota \| \| \| \| \| \| Phymocythere phema \| \| \| \| \| \| Phymocythere phyma \| \| \| \| |
|              | \| \| Phymocythere lophota \| \| \| \| \| \| Phymocythere phema \| \| \| \| \| \| Phymocythere phyma \| \| \| \| |
|              | Ankylocythere |
|              | |
|              | Ascetocythere |
|              | |
|              | Cymocythere |
|              | |
|              | Dactylocythere                                                                                                   |
|              | |
|              | Donnaldsoncythere                                                                                                |
|              | |
|              | Entocythere |
|              | |
|              | Geocythere |
|              | |
|              | Harpagocythere                                                                                                   |
|              | |
|              | Hartocythere |
|              | |
|              | Hobbsiella |
|              | |
|              | Laccocythere |
|              | |
|              | Litocythere |
|              | |
|              | Lordocythere |
|              | |
|              | Okriocythere |
|              | |
|              | Ornithocythere                                                                                                   |
|              | |
|              | Plectocythere |
|              | |
|              | Psittocythere |
|              | |
|              | Rhadinocythere                                                                                                   |
|              | |
|              | Sagittocythere                                                                                                   |
|              | |
|              | Saurocythere |
|              | |
|              | Thermastrocythere                                                                                                |
|              | |
|              | Uncinocythere |
|              | |
|              | Waltoncythere |
|              | |
|              | Phymocythere lophota                                                                                             |
|              | |
|              | Phymocythere phema                                                                                               |
|              | |
|              | Phymocythere phyma                                                                                               |
|              | |

|  | Phymocythere lophota |
|  |                      |
|  | Phymocythere phema   |
|  |                      |
|  | Phymocythere phyma   |
|  |                      |